# Talpa levantis
Talpa levantis är en däggdjursart som beskrevs av Thomas 1906. Talpa levantis ingår i släktet mullvadar och familjen mullvadsdjur. IUCN kategoriserar arten globalt som livskraftig.
Arten når en kroppslängd (huvud och bål) av 109 till 122 mm, en svanslängd av 20 till 27 mm och en vikt av 35,9 till 44,5 g. Den har 14 till 17 mm långa bakfötter.
Denna mullvad förekommer vid Svarta havet i östra Bulgarien, norra Turkiet, norra Iran, Georgien, Armenien, Azerbajdzjan och delar av Ryssland. Arten når i bergstrakter 2400 meter över havet. Habitatet utgörs av skogar och ängar.

## Underarter
Arten delas in i följande underarter:
- T. l. levantis
- T. l. minima
- T. l. talyschensis
- T. l. transcaucasica